# 埃尔伯特·里拉
埃尔伯特·里拉·奥尔特加（Albert Riera Ortega，1982年4月15日—）是一名足球教練及前西班牙足球運動員，擔任左边锋。
利亞拿出身於馬略卡，曾被外借至英超的曼城，期間表現不俗被愛斯賓奴回收並成為愛斯賓奴的主力。
利亞拿於2008年8月31日轉會市場最後一日才落實以800萬鎊加盟利物浦，穿上11號球衣
利亞拿在利物浦度過了二個球季後，他於2010年7月23日，以600萬歐元加盟希臘足球超級聯賽勁旅，簽約四年，並披上77號球衣。

## 外部連結
- 足球数据库：利亞拿的球员统计数据
- 利物浦官網 利亞拿檔案
- 西甲 利亞拿數據 （西班牙文）